# Vilém Václav
Vilém Václav (16. prosince 1925 – říjen 2011) byl český hokejista, který reprezentoval Československo.

## Kariéra
Byl členem týmu Sokol Plzeň IV, kterému se v sezóně 1950/1951 podařilo postoupit do nejvyšší hokejové soutěže.
Na MS 1957 v Sovětském svazu byl členem československého týmu, který vybojoval bronzovou medaili. V reprezentaci odehrál 7 zápasů, vstřelil 7 gólů.